# Juan Acuña
Juan Acuña Naya (La Coruña, 14 febbraio 1923 – La Coruña, 30 agosto 2001) è stato un calciatore spagnolo.
Conosciuto anche come Xanetas, ha trascorso quasi tutta la carriera nel Deportivo La Coruña.

## Carriera

### Club
Cresciuto nello Sporting Coruñés, passò all'Eureka, quindi, nel 1938, al Deportivo La Coruña diventandone titolare a 16 anni e guadagnandosi la reputazione, presso i migliori attaccanti della Primera División di portiere difficile da battere. Una delle sue caratterístiche principali, le uscite, cominciò a causargli problemi nei suoi primi anni, nel 1940 subì una lussazione alla spalla che non gli impedì di diventare importante nella promozione in prima divisione in una partita contro il Real Murcia.
A partire dal 1945 cominciò ad avere problemi di peso. Nella stagione 49-50 giocando a Valladolid, in seguito all'uscita ai piedi dell'attaccante Rafa, cadde sulla sua gamba e questi subì accidentalmente una frattura in tre parti della gamba, il che produsse una forte campagna contro di lui, che fu squalificato per varie giornate.
Fu uno dei migliori portieri della sua epoca, vincendo quattro trofei Zamora, il secondo portiere (insieme a Santiago Cañizares) con più trofei Zamora dopo Ramallets, che ne ha vinti cinque, mentre lo stesso Ricardo Zamora ne ha vinti tre.
Si ritirò nel 1959, ricevendo nell'estate del 1961 un omaggio a La Coruña, una partita tra veterani baschi e galleghi seguita da una partita tra Deportivo La Coruña ed Orense Club de Fútbol. Nel 1990 il Deportivo ha creato un premio che porta il suo nome e che si disputa ogni anno nella pre-stagione allo Riazor.

### Nazionale
Giocò in nazionale poche volte, per equivoci a proposito della sua personalità, per cui fu convocato solo due volte, debuttando  nel dicembre del 1941 a Valencia sostituendo il portiere titolare nella seconda metà della gara contro la Svizzera. Per la Coppa del Mondo del 1950 era candidato al posto di possibile sostituto di Ignacio Eizaguirre ma l'allenatore gli preferì Antoni Ramallets.

## Statistiche

### Cronologia presenze e reti in nazionale
| Cronologia completa delle presenze e delle reti in nazionale ― Spagna | Cronologia completa delle presenze e delle reti in nazionale ― Spagna | Cronologia completa delle presenze e delle reti in nazionale ― Spagna | Cronologia completa delle presenze e delle reti in nazionale ― Spagna | Cronologia completa delle presenze e delle reti in nazionale ― Spagna | Cronologia completa delle presenze e delle reti in nazionale ― Spagna | Cronologia completa delle presenze e delle reti in nazionale ― Spagna | Cronologia completa delle presenze e delle reti in nazionale ― Spagna |
| Data                                                                  | Città                                                                 | In casa                                                               | Risultato                                                             | Ospiti                                                                | Competizione                                                          | Reti                                                                  | Note                                                                  |
| --------------------------------------------------------------------- | --------------------------------------------------------------------- | --------------------------------------------------------------------- | --------------------------------------------------------------------- | --------------------------------------------------------------------- | --------------------------------------------------------------------- | --------------------------------------------------------------------- | --------------------------------------------------------------------- |
| 28-12-1941                                                            | Valencia                                                              | Spagna                                                                | 3 – 2                                                                 | Svizzera                                                              | Amichevole                                                            | -1                                                                    | 74’                                                                   |
| Totale                                                                |                                                                       | Presenze                                                              | 1                                                                     |                                                                       | Reti                                                                  | -1                                                                    |                                                                       |

## Palmarès

### Club

#### Competizioni regionali
- Campionato galiziano: 1

Deportivo: 1939-1940

### Individuale
- Trofeo Zamora: 4

1941-1942, 1942-1943, 1949-1950, 1950-1951